# Poupartia castanea
Bois lubine, Figue  marron
Espèce
Classification phylogénétique
Statut de conservation UICN

 CR  : 
En danger critique
Poupartia castanea (dite aussi Bois lubine ou Figue marron) est une espèce de plantes à fleurs du genre Poupartia et de la famille des Anacardiaceae. C'est un arbre endémique de Rodrigues, la plus petite des trois îles de l'archipel des Mascareignes. Cette espèce est très menacée dans son habitat naturel, ce qui a motivé des mesures de conservation. Poupartia castanea a été décrite pour la première fois par John Gilbert Baker puis a ensuite reçu son nom actuel d'Adolf Engler.

## Description
Poupartia castanea est une espèce vraisemblablement dioïque et hétérophylle. Elle peut atteindre une quinzaine de mètres de haut.

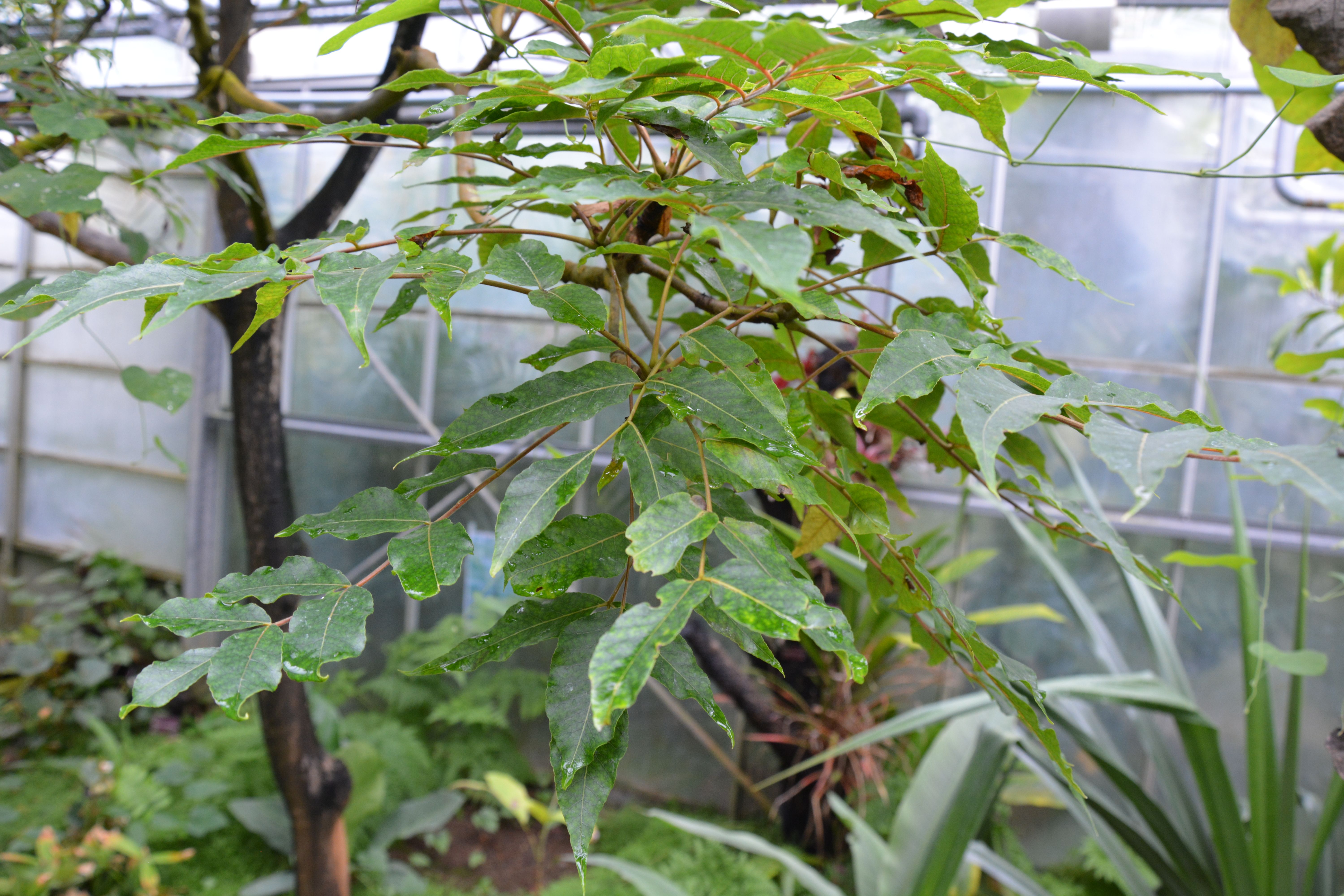
Détail sur les feuilles.

Les feuilles sont longues de 15 à 25 cm, caduques et composées de 2 à 5 paires de folioles à base asymétrique. Les feuilles peuvent être sessiles. Le pétiole est court.
Le rachis et la nervure médiane des folioles sont plus ou moins pubescents et présentent une couleur rougeâtre. Sur le sec[Quoi ?], une pellicule cireuse et grisâtre est visible.
Le limbe mesure de 4 à 9 cm de long pour 2 à 3 cm de large. La feuille présente une forme ovale à étroitement ovale, qui s'atténue au sommet en acumen aigu. Les marges sont faiblement crénelées et ces feuilles sont glabres. Les deux folioles inférieures sont nettement plus petites que les autres.

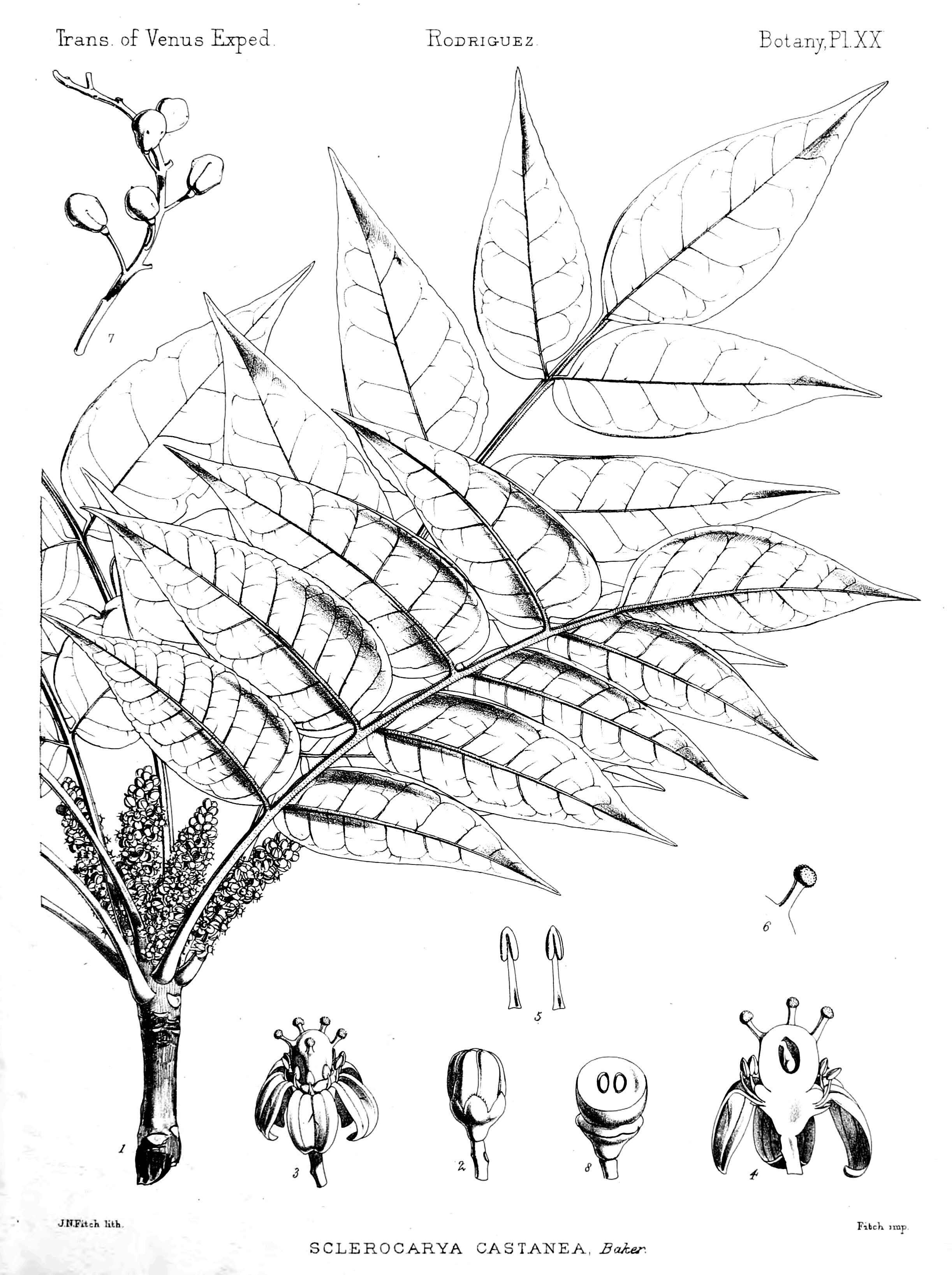
Schéma de Poupartia castanea
(1 : rameau fleuri x 1/2 - 2 : fleur femelle à ovaire déjà noué - 3 : rameau feuillé - 4 : fleur mâle x 8 - 5 : pistillode, disque et étamines x 10).

L'inflorescence mâle n'a jamais été décrite. L'inflorescence femelle se présente sous forme de grappes de petites cymes ou grappes simples. Les sépales et pétales sont au nombre de 4 ou 5, libres et imbriqués.
Les étamines sont libres et en nombre double par rapport aux pétales. La déhiscence des anthères est longitudinale (staminodes sur les fleurs femelles).
L'ovaire est entier plus ou moins lobé entre les 5 carpelles. Cet ovaire est composé de 2 à 5 loges dont 1 à 4 sont stériles. Les styles sont courts et inégaux (ceux qui correspondent aux loges stériles sont plus petits) et à stigmate capité (le pistillode est parfois très réduit et est formé de carpelles stériles qui sont presque libres, ou absents, chez les fleurs mâles).

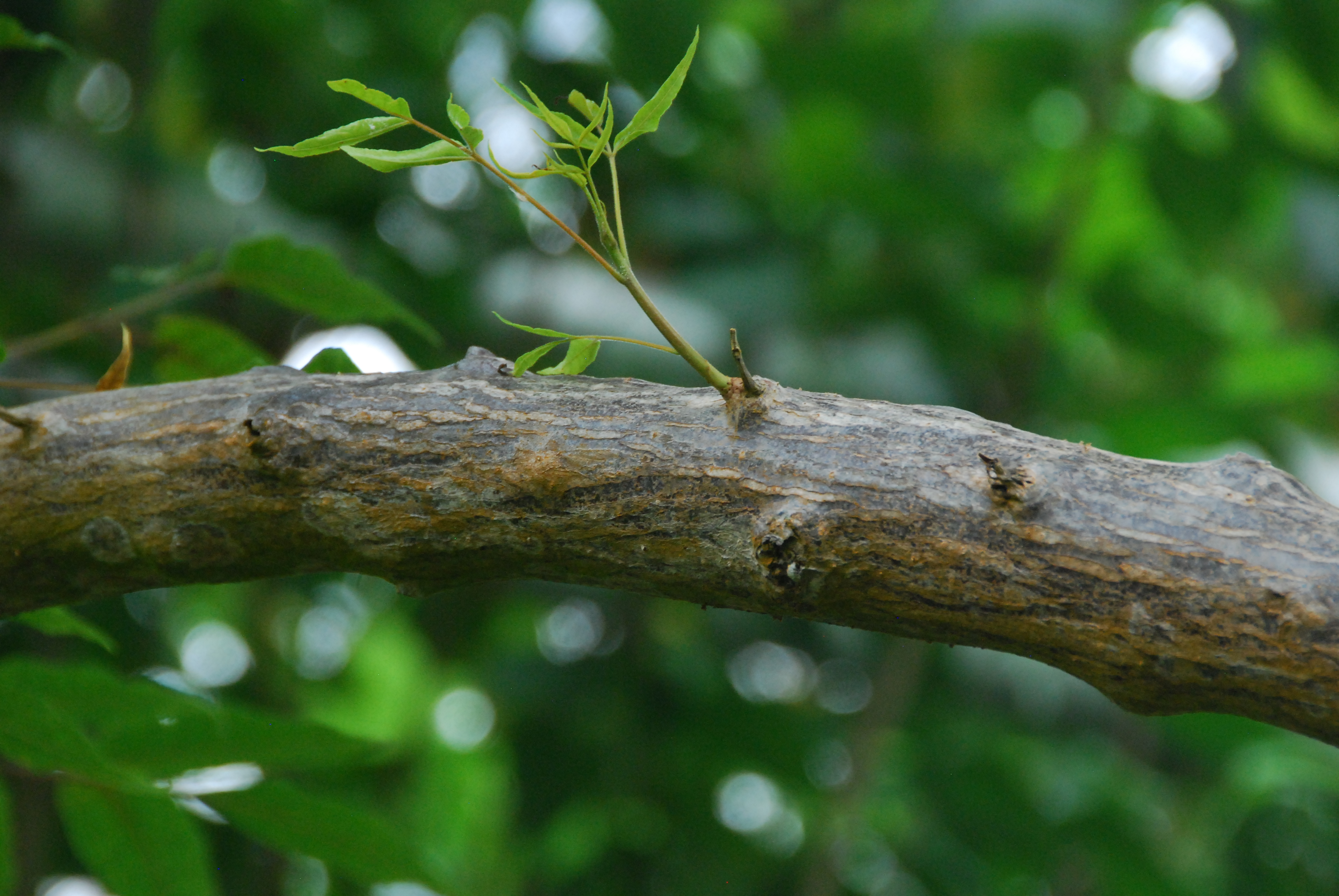
Détail d'une branche.

## Distribution et habitat
Les espèces végétales des Mascareignes présentent un haut degré d'endémisme, 73 % de la flore totale présente sur cette île étant endémique.
Lors d'une évaluation de l'espèce en 1989, une aire de répartition très réduite est constatée. De plus, les arbres sont isolés les uns des autres, poussant sur des pentes et en altitude. Poupartia castanea n'existe que dans certaines zones bien précises de l'île de Rodrigues. Un arbre a été recensé près de Grand Baie, à Grande Montagne. Un autre est situé près de Mont Bois Noir sur la route allant vers la cascade Mourouk. Un autre est près des rivières Cocos et Baleine, un près de Mont Bourne, et trois à la Cascade Victoire, où un quatrième individu recensé est mort en 1985. Un spécimen recensé au sud-est de Grande Montagne est mort en 1983. Ces arbres semblent être des survivants de la forêt qui existait jadis sur l'île

## Taxonomie
Poupartia castanea a d'abord été décrite par John Gilbert Baker et a ensuite reçu son nom actuel d'Adolf Engler.
L'espèce porte les noms vernaculaires de « Bois lubine » et de « Figue marron ».

## Menaces et protection

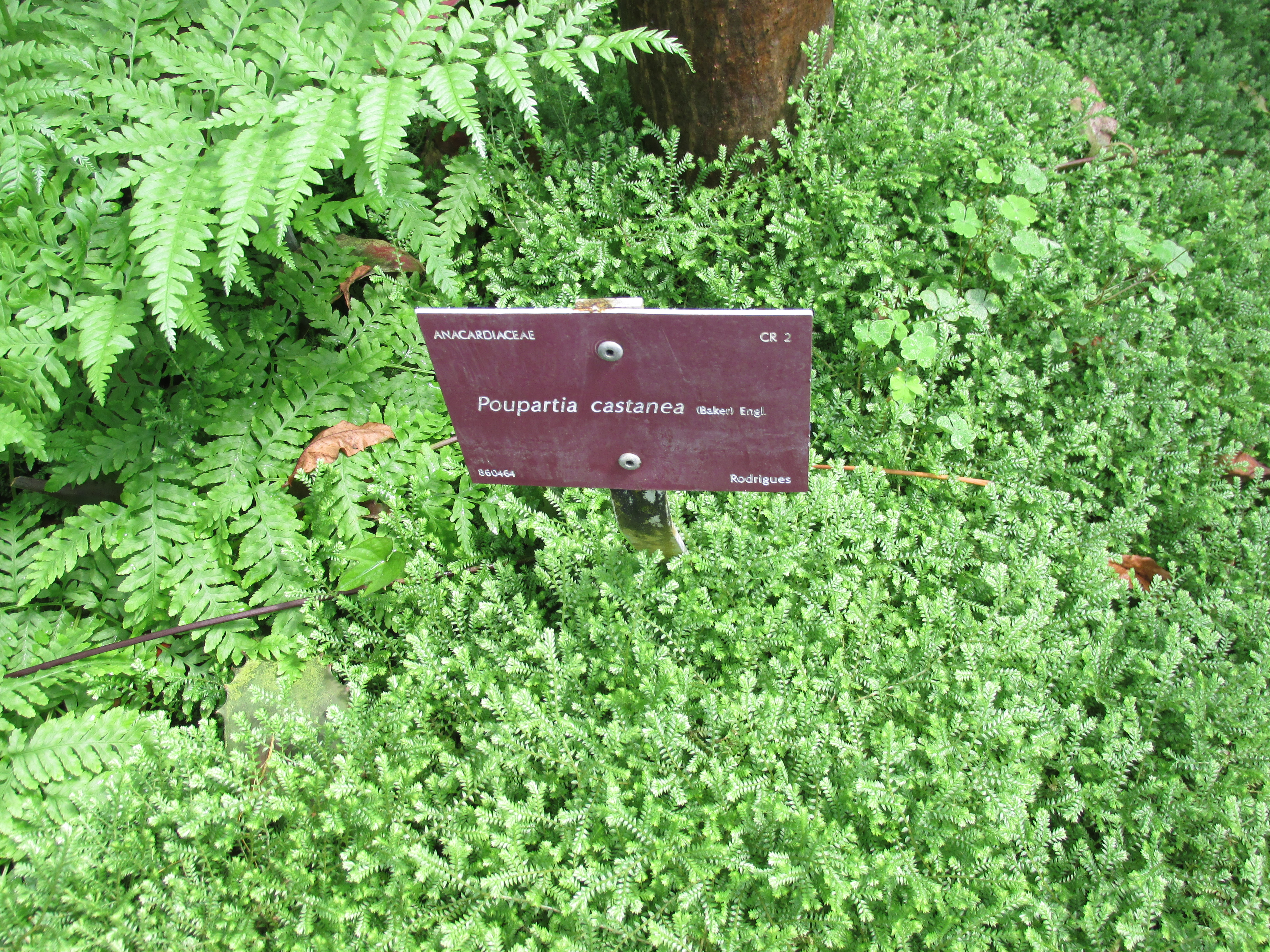
Étiquetage de l'espèce au Conservatoire botanique national de Brest.

Comme de nombreuses espèces endémiques des Mascareignes, et en particulier de Rodrigues, Poupartia castanea est menacée. La colonisation humaine au XVIIe siècle a provoqué l'introduction d'espèces exogènes. La propagation des espèces endémiques dans des jardins botaniques a été proposée pour lutter contre les risques d'extinction. En 1982, un spécimen est coupé près de Cascade St Louis pour obtenir un accès au miel d'un nid d'abeilles. La même année, une première tentative de sauvegarder l'espèce à Brest et sur l'île Maurice échoue, les fruits collectés ne donnant aucune graine viable. Grande Montagne est déclarée réserve naturelle. En 1989, il ne reste plus que neuf individus vivants dans la nature, sans signe de régénération : les arbres sont tous adultes et relativement vieux, la moitié d'entre eux ne donnent plus de fruits. De plus, leur positionnement en altitude les rend très vulnérables aux cyclones tropicaux.
En 1994, Poupartia castanea est évalué comme risquant de s'éteindre dans la nature durant la prochaine décennie, ce qui motive des mesures de conservation immédiates pour les neuf spécimens adultes, dénotant un « risque d'extinction imminent ». De ce fait, les exemplaires actuels de Poupartia castanea présents dans les jardins botaniques proviennent de ce nombre très réduit d'individus présents à l'état sauvage. Ils ont été récoltés dans la vallée de la cascade Victoire, près de Port Sud-Est à Anse Mouronc.
L'UICN classe Poupartia castanea comme étant en danger critique d'extinction. Cette espèce est toutefois cultivée dans la serre no 4 du Conservatoire botanique national de Brest, correspondant au climat « forêts tropicales humides » et est présente dans moins de six jardins dans le monde.

## Galerie photos

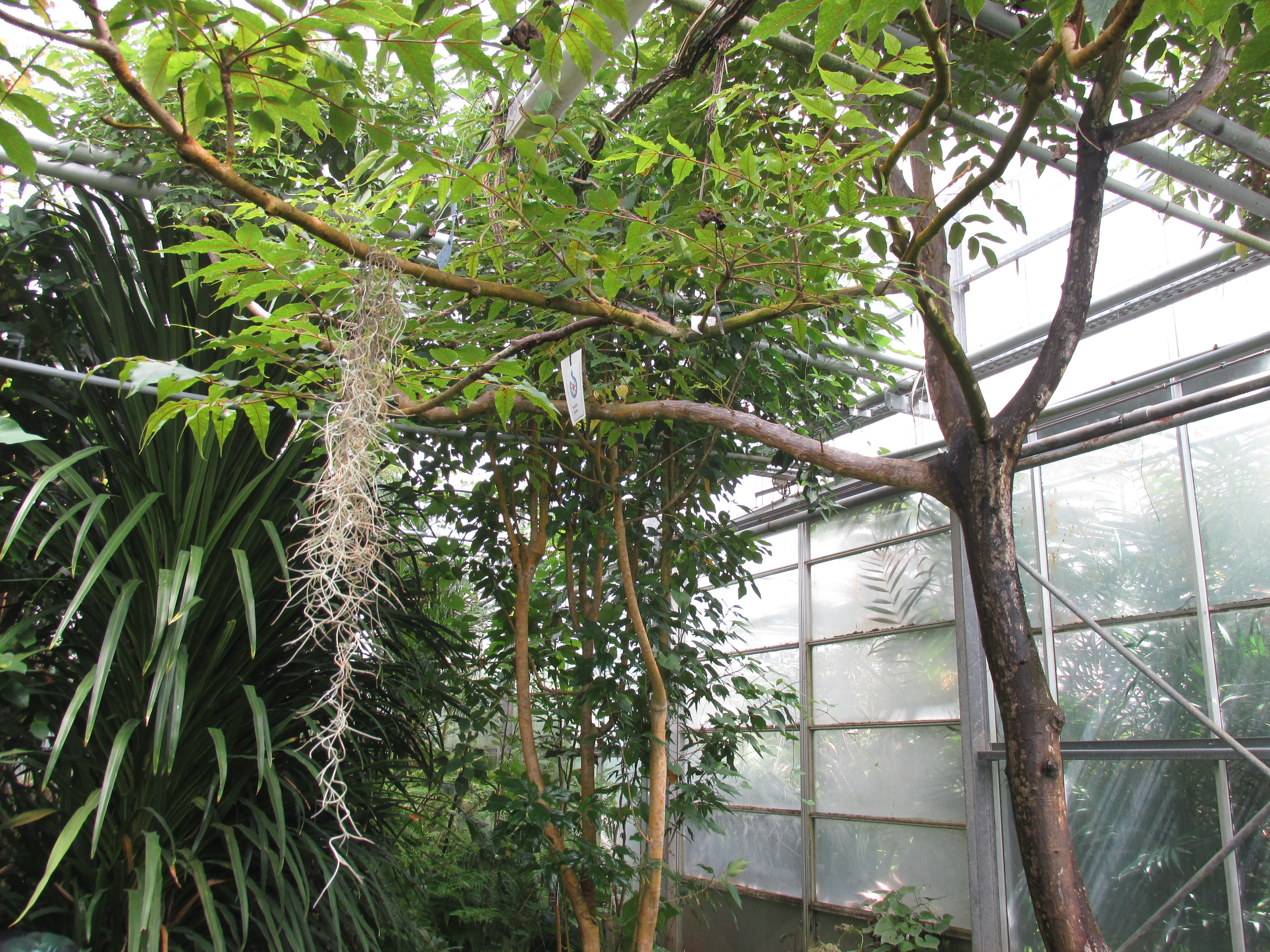
Plant Poupartia castanea sous serre.
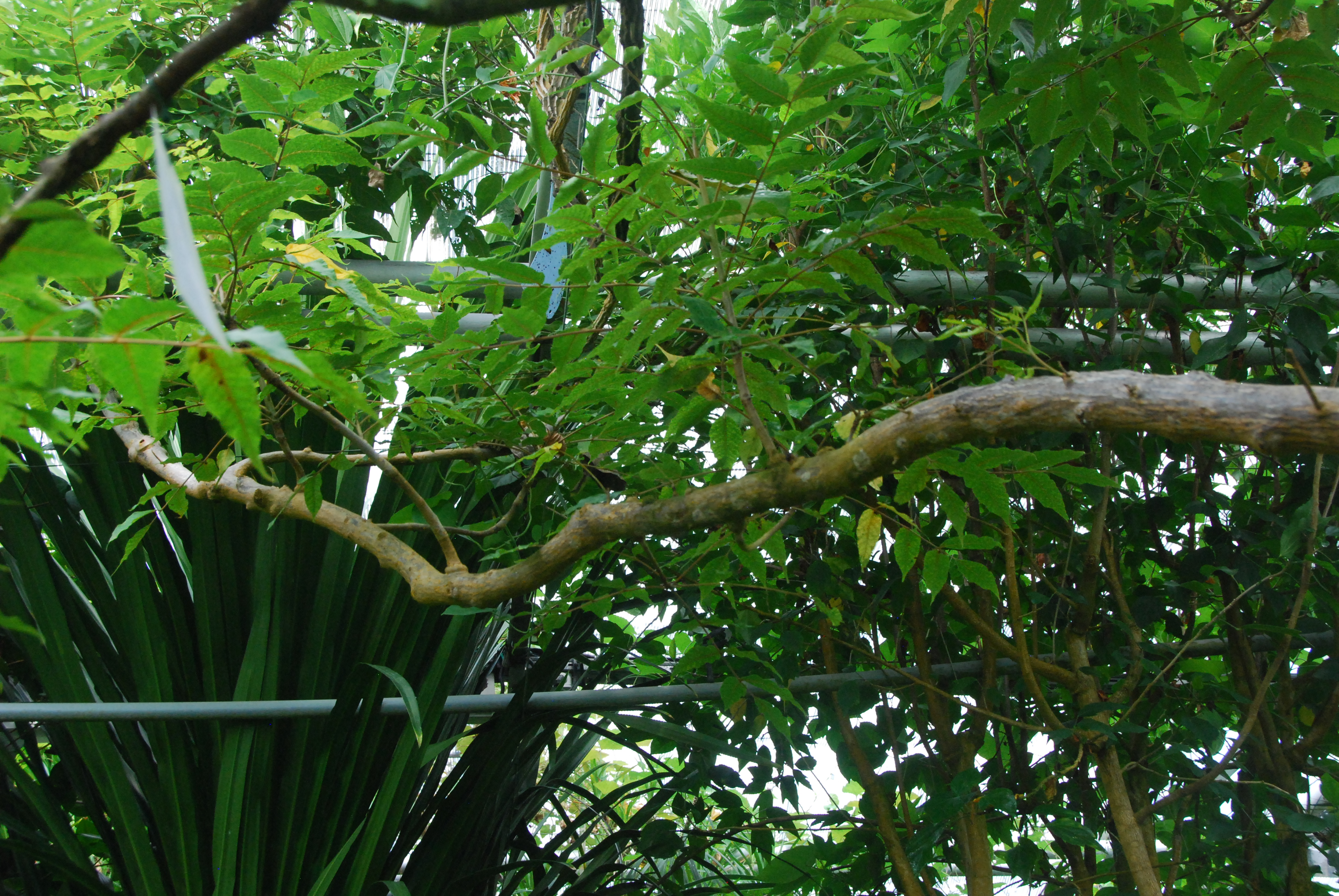
Détail des branches.
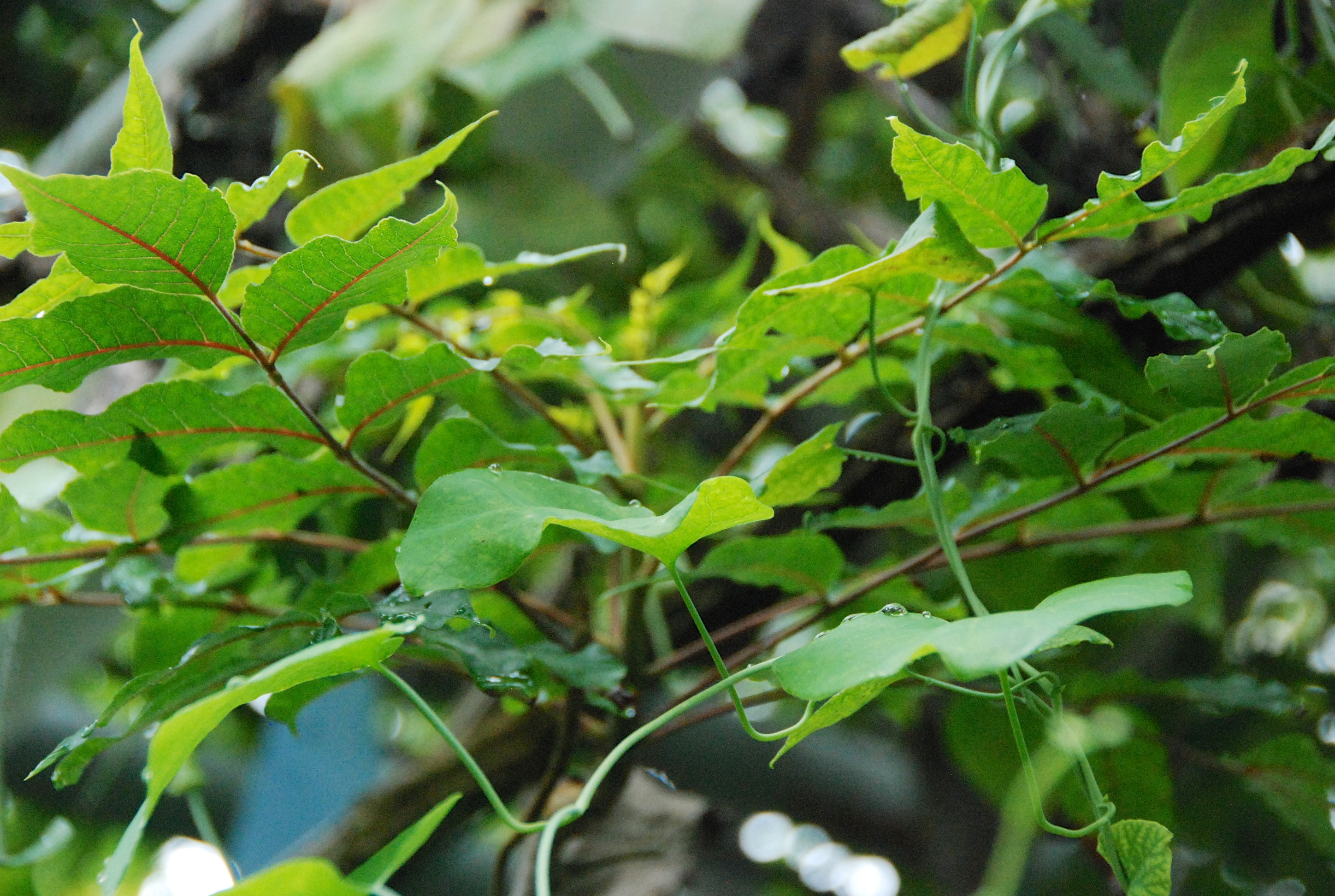
Détail des feuilles.